# Мишле, Виталий Валерьянович
Виталий Валерьянович Мишле (род. 28 августа 1941, Саратов) — советский и российский артист оперетты, народный артист РСФСР (1989).

## Биография
Виталий Валерьянович Мишле родился 28 августа 1941 года в Саратове.
В 1967 году окончил Музыкальное училище имени Гнесиных. С 1967 года выступает в Московском театре оперетты.

### Семья
- Жена — актриса Инара Александровна Гулиева (род. 1950), актриса театра и кино, режиссёр, автор либретто и телепередач об оперетте, заслуженная артистка России.

## Награды и премии
- Заслуженный артист РСФСР (27.01.1978).
- Народный артист РСФСР (10.07.1989).
- Орден Дружбы (27.11.1998).

## Работы в театре
- «Севастопольский вальс» К. Листова — Генка Бессмертный
- 1971 — «Вольный ветер» И. Дунаевского — Микки
- «Летучая мышь» И. Штрауса — Фальк
- «Девичий переполох» — скоморох Бессомыка
- 1971 — «Весна в Москве» — парторг Гаранин
- 1973 — «Василий Тёркин» — Тёркин
- 1973 — «Легенда в музыке» — Ильмар
- 1974, 2015 — «Летучая мышь» — Фальк; дежурный
- 1975 — «Свадьба Кречинского» — Кречинский
- 1975 — «Старая комедия» — Бабс
- 1975 — «Пусть гитара играет» — Влад Богданов
- «Товарищ Любовь — Швандя
- 1979 — «Обещания-обещания» — Чак Бакстер
- 1981 — «Кадриль» — Бригадир
- 1981 — «Господа артисты» — Астахов
- 1982 — «Королева чардаша» И. Кальмана — Бони
- 1982 — «Перекресток» — Ахмед
- 1983 — «Свальба с генералом» — Нюнин
- 1983 — «Прекрасная Галатея» Ф. Зуппе — Ганимед
- 1984 — «Да здравствует вальс» — Умберто
- 1985 — «Севастопольский вальс» — Аверин
- 1985 — «Настасья» — Парфёнов
- 1986 — «Граф Люксембург» — Бриссар
- «Катрин» — Лефевр
- «Джулия Ламберт» — Майкл Госслин
- «Принцесса цирка» — Кревельяк
- 2000 — «Марица» — Пенижек
- 2002 — «Фиалка Монмартра» И. Кальмана — Бруйар
- 2004 — «Сильва» И. Кальмана — Мишка
- 2005 — «Моя прекрасная леди» Ф. Лоу — Дуллитл
- 2006 — «Парижская жизнь» — Харрон
- 2007 — «Рикошет» — Вольф
- 2008 — «Мистер Икс» И. Кальмана — барон де Кревельяк
- 2011 — «Графиня Марица» — Пенижек
- 2011 — «Орфей в аду» Ж. Оффенбаха — Аполлон
- 2017 — «Баядера» — Луи Филипп

## Фильмография
- 1969 — Севастопольский вальс (телеспектакль) — офицер
- 1970 — Семья как семья или Коробовы встречают Новый год — певец в кафе, исполнитель романсов
- 1970 — Фантазии на темы Дунаевского
- 1975 — Девичий переполох (телеспектакль) — Тимофей Бесомыка, скоморох
- 1985 — Вас приглашает оперетта (телеспектакль) — Бони
- 1986 — Прекрасная Галатея (телеспектакль) — Ганимед